# John Paul McQueen
John Paul McQueen es un personaje ficticio de la serie de televisión británica Hollyoaks, interpretado por el actor James Sutton desde agosto del 6 de septiembre del 2006, hasta el 20 de octubre del 2008. El 18 de diciembre del 2012 James regresó a la serie y su última aparición fue el 9 de marzo del 2017.
En 2019 vuelve a Hollyoaks después de dos años con su hijo Matthew, en dicha época, el instituto de Hollyoaks se convierte en punto para el tráfico de drogas de la comarca, prueba de ello el apuñalamiento que padeció Nancy a manos de un traficante de drogas, tuvo varias relaciones, primero con James Nightingale (2019-2020), después con George Kiss (2020-2021) y Carter Shephered (2023-2024)

## Antecedentes
John Paul es muy buen amigo de Katy Fox y de Summer Shaw.
En enero del 2014 John Paul es agredido sexualmente por Finn O'Connor, aunque al inicio John Paul cree que es su culpa que haya sucedido pero finalmente le cuenta a la oficial Sam Lomax que había sido abusado y ella lo lleva al hospital donde John Paul es atendido.
En mayo de 2020 tuvo una relación con el agente de policía George Kiss (Callum Kerr), una relación marcada por los abusos que comete el agente Kiss a John Paul Mcqueen, mediante detención ilegal, muerte ficticia, celos con Dean Vickers y agresiones, y los celos con James Nightingale (Gregory Finnegan), todo esto lleva a su madre Sally St. Claire (Annie Wallace) a asesinar a George Kiss en abril de 2021.